# Christa McAuliffe: Reach for the Stars
Christa McAuliffe: Reach for the Stars es un documental estadounidense de 2006, dirigido por Mary Jo Godges y Renee Sotile, que a su vez lo escribieron junto a Colin Campbell y Laurie Schenden, musicalizado por Carly Simon, los protagonistas son Pam Dawber, Susan Sarandon y Stephanie Zimbalist. Esta obra se estrenó el 22 de enero de 2006.

## Sinopsis
Se da a conocer la historia de la maestra en el espacio, Christa McAuliffe, y la marca que dejó su fallecimiento en su familia y en el país, se puede ver cómo el transbordador espacial Challenger estallaba el 28 de enero de 1986.